# Olimpiada Spedycyjno-Logistyczna
Olimpiada Spedycyjno-Logistyczna – olimpiada szkolna sprawdzająca wiedzę logistyczną uczniów. Organizowana przez Wydział Ekonomiczny Uniwersytetu Gdańskiego. Funkcjonuje w oparciu o rozporządzenie Ministerstwo Edukacji Narodowej z dnia 29 stycznia 2002 r. w sprawie organizacji oraz sposobu przeprowadzania konkursów, turniejów i olimpiad. Olimpiada jest finansowana przez Ministerstwo Edukacji Narodowej, na podstawie wyników otwartego konkursu ofert. 

## Cele
Celem olimpiady jest:
- zainteresowanie uczniów szkół ponadgimnazjalnych problematyką spedycyjną i logistyczną, z perspektywą kontynuacji tych zainteresowań w charakterze studentów Wydziału Ekonomicznego Uniwersytetu Gdańskiego,
- upowszechnienie wiedzy i umiejętności oraz wykształcenie kompetencji społecznych w zakresie spedycji i logistyki,
- poszerzanie nauczanych treści ponad podstawy programowe kształcenia w zawodzie technika spedytora i technika logistyka.

## Etapy
Olimpiada składa się trzech etapów:
- zawodów I stopnia (etap szkolny),
- zawodów II stopnia (etap okręgowy),
- zawodów III stopnia (finał).